# Jaume Roca (mestre de capella)
Jaume Roca fou un mestre de capella de Mataró. El 1834 va ser escollit juntament amb Martirià Camps entre els examinadors que havien de determinar qui cobriria la vacant de mestre de capella de l'església parroquial de Sant Pere i Sant Pau de Canet de Mar, plaça que finalment va guanyar Ramon Clausell i Llauger, qui l’ocupà fins al 1868.